# Umbrete
Umbrete is een gemeente in de Spaanse provincie Sevilla in de regio Andalusië met een oppervlakte van 12 km². In 2007 telde Umbrete 6779 inwoners.

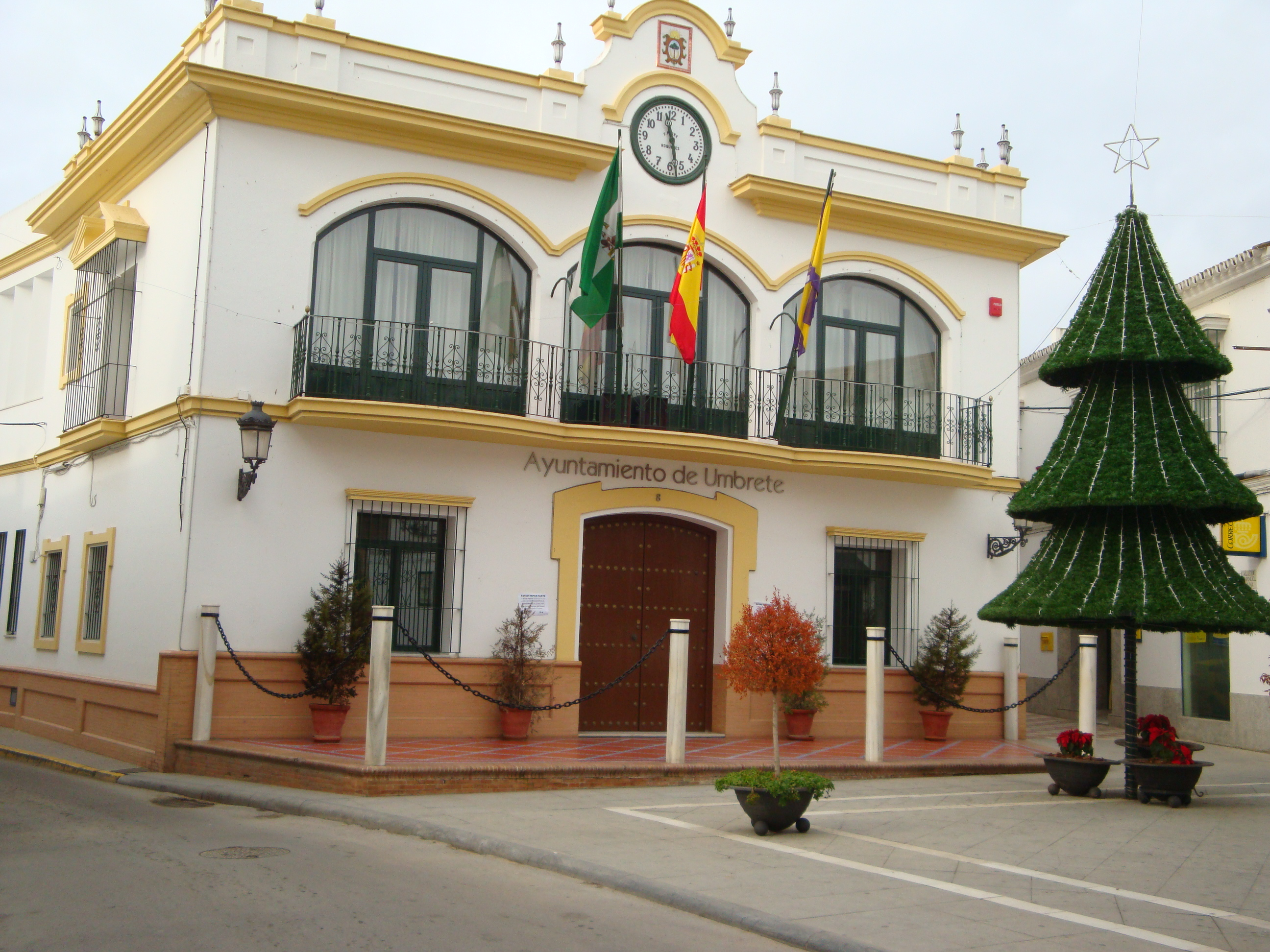
Gemeentehuis
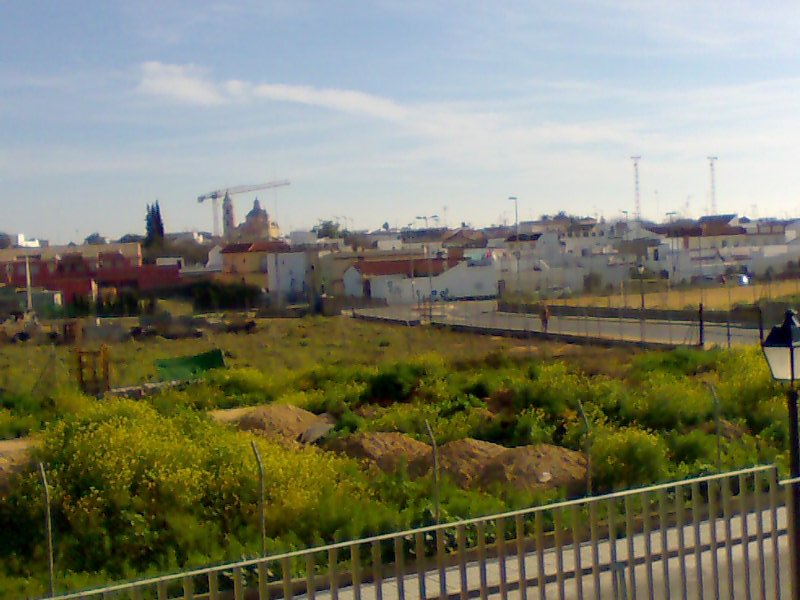
Umbrete
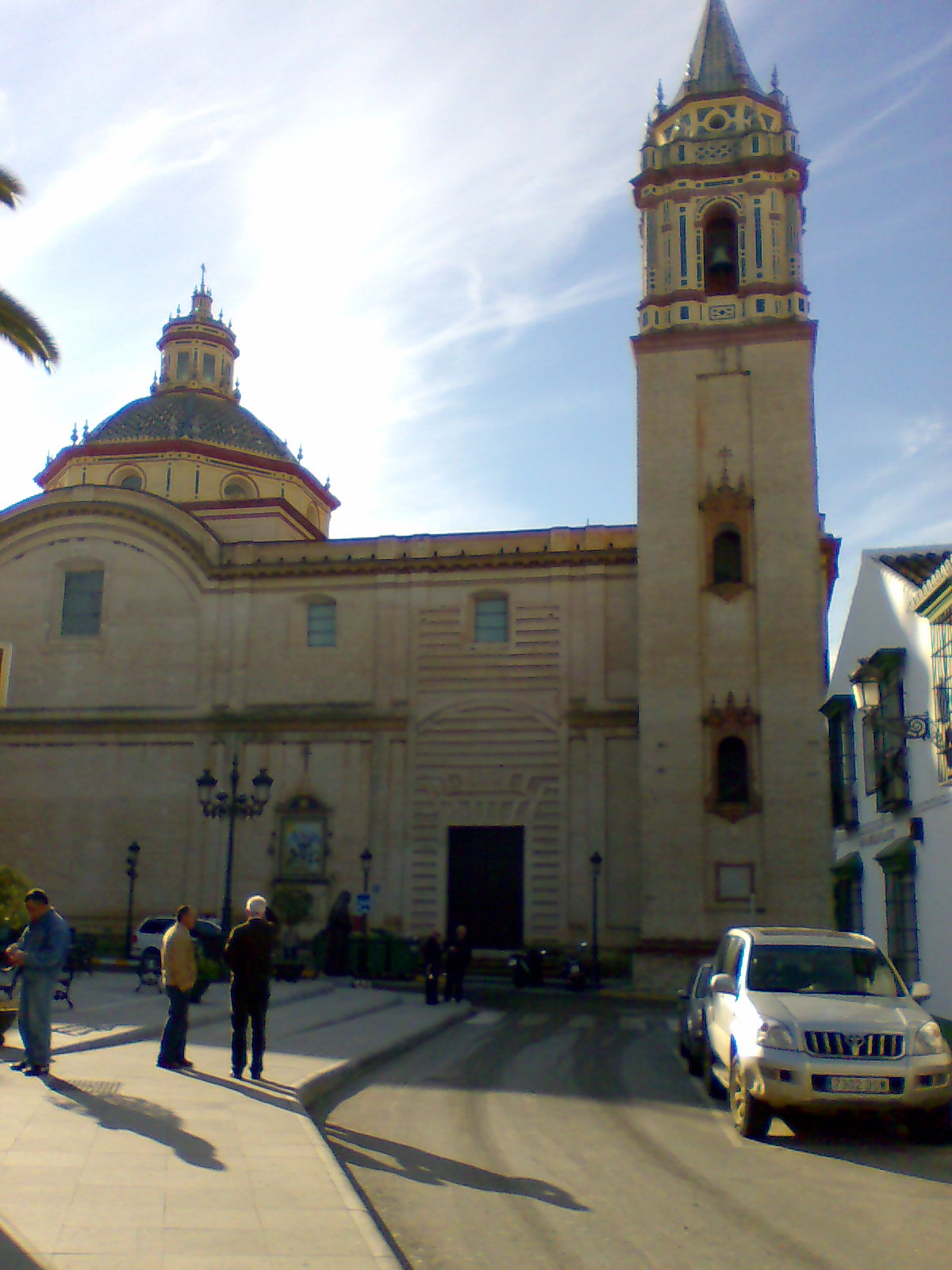
Parochiekerk van Umbrete

## Demografische ontwikkeling
Bron: INE, 1857-2011: volkstellingen